# 1969 w grach komputerowych

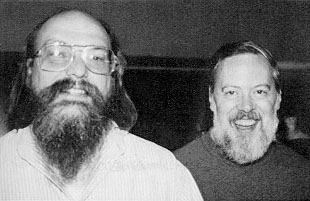
Ken Thompson (po lewej) i Dennis Ritchie (po prawej)

Artykuł opisuje ważne wydarzenia w 1969 roku w branży gier komputerowych. Zobacz też: historia gier komputerowych.

## Wydarzenia
- Ken Thompson stworzył Space Travel na system Multics[1].